# خولیو لوسکوس
خولیو لوسکوس (اسپانیایی: Julio Loscos‎؛ زادهٔ ۱۴ آوریل ۱۹۶۱) وزنه‌بردار اهل کوبا بود. وی در بازی‌های المپیک تابستانی ۱۹۸۰ شرکت کرده‌است.